# ملروز (مینه‌سوتا)
ملروز، مینه‌سوتا (به انگلیسی: Melrose, Minnesota) یک شهر در ایالات متحده آمریکا است که در شهرستان استیرنز، مینه‌سوتا واقع شده‌است.

## خصوصیات
ملروز ۸٫۶۰ کیلومترمربع مساحت و ۳٬۵۹۸ نفر جمعیت دارد و ۳۶۷ متر بالاتر از سطح دریا واقع شده‌است.